# Vinsanlehto
Vinsanlehto este o arie protejată (arie specială de conservare — SAC, sit de importanță comunitară — SCI) din Suedia întinsă pe o suprafață de 88,4 ha, integral pe uscat.

## Localizare
Centrul sitului Vinsanlehto este situat la coordonatele 66°52′17″N 22°35′06″E / 66.8713°N 22.585°E.

## Înființare
Situl Vinsanlehto a fost declarat sit de importanță comunitară în decembrie 1995 pentru a proteja 1 specie de plante. Situl a fost protejat și ca arie specială de conservare în martie 2011.

## Biodiversitate
Situată în ecoregiunea boreală, aria protejată conține 7 habitate naturale: Cursuri de apă de la nivel de câmpie la nivel montan, cu vegetație Ranunculion fluitantis și Callitricho-Batrachion, Mlaștini turboase de tranziție și turbării mișcătoare, Păduri fino-scandinave bogate în ierburi cu Picea abies, Mlaștini împădurite, Păduri caducifoliate de mlaștină fino-scandinave, Taiga vestică, Izvoare fino-scandinave și mlaștini produse de izvoare bogate în minerale.
La baza desemnării sitului se află o specie protejată de  plante: Ranunculus lapponicus.